# Martinho Pires de Oliveira
Martinho Pires de Oliveira (Século XIII – 25 de março de 1313) foi um prelado português, arcebispo da Arquidiocese de Braga. 

## Biografia
Dom Martinho nasceu em Évora. Era filho de Pedro de Oliveira, senhor do morgado de Oliveira com Elvira Anes Pestana. Desde cedo, mostrou gostar dos conhecimentos em letras e teologia.
Foi nomeado por Dom Dinis como mestre de seu filho, o infante Afonso. Era o cônego e chantre de Évora entre 1289 e 1293, além de prior do Mosteiro de Santa Maria de Alcáçova, quando participou do capítulo da Sé de Braga para eleição do futuro arcebispo, em que foi eleito João Martins de Soalhães, contudo, por não ser reconhecido como cônego de Coimbra, D. Soalhães não pode ser confirmado, no que o próprio D. Martinho acabou eleito e confirmado, em 1292.
Em 1297, Dom Dinis de Portugal o convida a fazer parte da comitiva que iria encontrar com o rei de Castela, Fernando IV, na vila de Alcanizes, onde foi assinado o Tratado de Alcanizes. Dom Dinis o faz adjunto da Rainha Isabel e declarou que em caso da morte dela enquanto no estrangeiro, "governasse só e despoticamente".
De volta a Braga, em 7 de setembro de 1301 fez realizar um sínodo, em que entre outros pontos, criticava a ostentação dos eclesiásticos, bem como a não observação do corte em tonsura e o feitio da barba. Em 28 de março de 1304, Dom Dinis doou ao bispo do Porto, Dom Geraldo Domingues, o mosteiro de São Pedro de Canedo, da Ordem de São Bento, em Feira, doação que foi confirmada por Dom Martinho.
Em 1306 criou o morgado de Oliveira, usando das casas e fazendas que recebera, instituindo como primeiro senhor seu irmão Pedro Pires de Oliveira. Teve um filho, Rodrigo de Oliveira, que mais tarde foi bispo de Lamego entre 1312 e 1330. Dom Rodrigo criou o morgado de Sobrados, que depois se juntou ao de Oliveira. 
Dadas os problemas e dúvidas entre a autoridade dos eclesiásticos e dos ministros reais, junto a outros prelados redigiu um documento com 22 pontos a serem acordados com Dom Dinis, que respondeu a todos pacificando o entendimento da Concordata de 1289, entregando o documento em Lisboa em 1 de agosto de 1309.
Faleceu em 25 de março de 1313, não restando qualquer informação sobre onde foi sepultado.

## Ligação externa
- «Martinho Pires de Oliveira» (em inglês). GCatholic.org
- Cheney, David M. «Martinho Pires de Oliveira» (em inglês). Catholic-Hierarchy.org